# Søndersø
Søndersø é um município (em dinamarquês: kommune) da Dinamarca, localizado na região central, no condado de Fiónia, e que deixou de existir em 1° de janeiro de 2007. O município tem uma área de 181,36 km² e uma  população de 11 234 habitantes, segundo o censo de 2005.